# エスコンジャパンリート投資法人
エスコンジャパンリート投資法人（エスコンジャパンリートとうしほうじん）は、東京都港区に本部を置く投資法人。東証上場のJ-REIT。

## 概要
エスコンがスポンサーのJ-REITであり、資産運用会社はエスコン100%出資の「株式会社エスコンアセットマネジメント」である。また、エスコンの親会社である中部電力及びその子会社の中電不動産がサポート会社である。
投資対象は、商業施設60%以上、住宅20％以下、持続可能な社会の実現に資する資産（ヘルスケア施設、教育関連施設、災害時に拠点となるホテル・物流施設等）20%以下としており、地域コミュニティの形成や、持続可能な社会作りへの貢献を目指すREITとして特徴的である。地域は「五大都市圏」とし北海道圏、首都圏、中部圏、近畿圏、九州である。
2016年8月に設立、2017年12月に3物件を取得して私募リートとして運用を開始し、2019年2月に上場を果たした。
借入金は、J-REITは一般的に無担保が多いのに対し、本投資法人は有担保となっていたが、2022年1月14日に既存借入金の担保権が解除され、以後借入は無担保となっている。
2022年7月15日、資産運用会社のエスコンアセットマネジメントが金融庁から金融商品取引法に基づく行政処分を受けた。
2023年7月、資産運用会社の経営体制を刷新、監査等委員設置会社に移行し、コンプライアンス宣言採択、経営理 念の制定、ガバナンス体制の更なる強化を目的とした物件取得等の運用フローの変更、中部電力から取締役派遣受入れ、不動産鑑定評価の発注業務ルールの変更、各種規程類やマ ニュアルの改正、コンプライアンス部による不動産鑑定評価発注業務モニタリングの強化、利益相反に係るコンプライアンス態勢を継続的に向上させるための各種研修及び習熟度テストの実施など様々な施策を実施し、投資法人の運用にかかるガバナンス体制の構築し、2023年7月に金融庁から行政処分が解除されている。
2023年10月、定時投資主総会にて投資法人の代表者を変更し、エスコングループとは利害関係が無い役員体制に変更し、ガバナンス体制を強化している。
2024年5月、行政処分解除後の初の取引として、資産入替を行い、収益性の低い物件、今後アップサイドが見込まれない底地の3物件を売却、新たに都内の商業施設、仙台の持続可能な社会の実現に資する資産、奈良県で人口密度が高い大和高田駅前の商業施設へ投資を行っている。資産入替えによって、投資法人の収益性向上が図られている。同時に、この資産入替を行った際に、中部電力グループの中電不動産に対して第三者割当増資を行い、投資法人の財務安定性と信用力の向上を図っている。

## 沿革
- 2016年8月26日 - 本投資法人の設立
- 2016年9月29日 - 投信法第187条に基づく登録（登録番号 関東財務局長 第124号）
- 2019年2月13日 - 東京証券取引所に上場[10]

## ポートフォリオ
2024年6月30日現在で、物件数37物件、取得価格合計703億円である。 
底地：土地建物＝39.1%：60.9%であり、地域別では近畿圏49.4%が最大である。